# Semiothisa josefaria
Semiothisa josefaria là một loài bướm đêm trong họ Geometridae.